# さようなら (2015年の映画)
『さようなら』(Sayonara) は、平田オリザの同名の戯曲をもとに、深田晃司が脚本、監督を務め、2015年に公開された日本映画。

## 概要
2015年10月の東京国際映画祭で初めて公開され、日本では2015年11月21日に一般公開となった。公開に際し、R15+に指定された。
ブライアリー・ロング (Bryerly Long) が演じる主人公ターニャと、石黒浩が開発したアンドロイドであるジェミノイドF (Geminoid F) によるレオナは、舞台版と同じ配役である。両者を主役に据えたこの映画は、「アンドロイドが人間の俳優に対して演技する最初の映画 (the first movie to feature an android performing opposite a human actor)」と宣伝された。
原作の舞台を見て、脚本を書いた深田は「死を知らぬアンドロイドと死にゆく人間の対話が、死とは何か考えさせる。強烈な死の匂いに引きつけられた」と述べている。

## あらすじ
放射能に汚染された近未来。日本政府は、国民に優先順位をつけ、徐々に国外へ避難させる「棄国」を決断する。
難民として日本に住むターニャは、今は亡き両親が購入したアンドロイドのレオナに介護されながら、人里離れた一軒家で生活をしていた。彼女には避難できる見込みはない。レオナは老朽化して車椅子に乗り、周りの人々は次々と去っていく中、ターニャは最期のときを待つ。

## キャスト
- ブライアリー・ロング - ターニャ[1]
- ジェミノイドF - レオナ[1]
- 新井浩文[1]
- 村田牧子[1]
- 村上虹郎[1]
- 木引優子[1]
- ジェローム・キルシャー（フランス語版）[1]
- イレーヌ・ジャコブ[1]

## 公開
世界初公開は、2015年10月の東京国際映画祭においておこなわれた。日本では、11月21日に一般公開された。

## 評価

### 批評家たちの反応
『バラエティ』誌のピーター・デブルージ (Peter Debruge) は、この映画を「人間とロボットの関係についての陰鬱な習作であり、その美しい風景を別にすれば、ほとんど何も惹きつけるものがない (dreary study of human-robot relations [that] offers little to engage apart from its pretty scenery)」と記した。
『ハリウッド・リポーター』誌のデボラ・ヤング (Deborah Young) は、この映画を「暗く、絶望的で、とても陰鬱な ... 日本的雰囲気による終末もの (dark, hopeless and pretty depressing [...] post-apocalyptic Japanese mood piece)」と記した。
映画評論家の秦早穂子は、この映画について、「原発事故、人種問題なども含むが、死に向かって生きる人間、死を知らないアンドロイドとのリアルで、不思議な関係が主題」だとしている。

### 栄誉
この映画は、2015年の東京国際映画祭でコンペティション部門に選ばれた。